# Здание главного почтамта (Нарьян-Мар)
Здание главпочтамта (Здание окружного узла связи) является «визитной карточкой» Нарьян-Мара и расположено по адресу улица Смидовича, 25.

## Архитектура
Памятник архитектуры регионального значения. Объект культурного наследия регионального значения (регистрационный номер 801210001730005).
Здание — деревянное (из бруса), двухэтажное, украшено конической башней, напоминающей строения русских шатровых храмов.
Уникальность зданию придаёт угол состоящий из пяти объёмов различной формы. Центральную, квадратную часть угла венчает башня, имеющая форму призмы, грани которой прорезаны через одну небольшими окнами, заключёнными в треугольные рамки, выкрашенные в белый цвет. Купол имеет форму восьмигранной пирамиды.
Боковые (от центрального) объёмы имеют двускатные крыши, врезанные в крыши правого и левого крыла. На их фронтонах по одному маленькому окну с сетчатыми рамами. Фасады украшены окнами, по одному на каждом этаже, причём окна первого и второго этажей различны по форме. Левый проём второго этажа выходит на небольшой балкон с резным деревянным ограждением. Над дверными проёмами центральной части — выступающие из стены остроугольные крыши, декорированные резным узором. Весь декор носит ненецкий характер, где треугольные формы напоминают чумы. Башня первоначально проектировалась с часами с большим циферблатом. До ремонта в 2000 году башня была увенчана шпилем.

## История
Строительство началось в 1946 году и продолжалось до 1952 года. Капитальные ремонты проводились в 1965, 1970 и в 2000 годах. В ходе ремонта в 2000 году деревянный купол башни был покрыт медными листами, а шпиль, венчавший купол, был демонтирован и утрачен. В 2002 году на башне были установлены часы, которые проработали несколько лет и после поломки были сняты.
До августа 1994 года в здании располагались узел почтовой связи, телеграф, городская и междугородная телефонные станции. Ныне в здании расположено управление федеральной почтовой связи Ненецкого автономного округа — филиал ФГУП «Почта России». Правое крыло здания принадлежит администрации Ненецкого автономного округа.